# 元塩町 (名古屋市)
元塩町（もとしおちょう）は、愛知県名古屋市南区の地名。現行行政地名は元塩町1丁目から元塩町6丁目。住居表示未実施。

## 地理
名古屋市南区中央部に位置する。東は道全町・石元町、西は堤起町・神松町、南は丹後通・南野一丁目、北は浜田町に接する。

## 歴史

### 町名の由来
かつて塩浜があったことに由来するという。

### 沿革
- 1950年（昭和25年）5月1日 - 南区本星崎町の一部により、同区元塩町として成立する[4]。
- 1961年（昭和36年）3月28日 - 南区本星崎町の一部を編入する[4]。
- 1979年（昭和54年）8月1日 - 埋立地の一部を編入する[4]。

## 世帯数と人口
2019年（平成31年）4月1日現在の世帯数と人口は以下の通りである。
| 町丁   | 世帯数    | 人口    |
| ------ | --------- | ------- |
| 元塩町 | 1,828世帯 | 3,498人 |

### 人口の変遷
国勢調査による人口の推移
| 2000年（平成12年） | 4,434人 | [ WEB 6 ] |  |
| 2005年（平成17年） | 4,174人 | [ WEB 7 ] |  |
| 2010年（平成22年） | 4,037人 | [ WEB 8 ] |  |
| 2015年（平成27年） | 3,701人 | [ WEB 9 ] |  |

## 学区
市立小・中学校に通う場合、学校等は以下の通りとなる。また、公立高等学校に通う場合の学区は以下の通りとなる。
| 丁目        | 番・番地等 | 小学校               | 中学校               | 高等学校 |
| ----------- | ---------- | -------------------- | -------------------- | -------- |
| 元塩町1丁目 | 全域       | 名古屋市立宝南小学校 | 名古屋市立南光中学校 | 尾張学区 |
| 元塩町2丁目 | 全域       | 名古屋市立宝南小学校 | 名古屋市立南光中学校 | 尾張学区 |
| 元塩町3丁目 | 全域       | 名古屋市立宝南小学校 | 名古屋市立南光中学校 | 尾張学区 |
| 元塩町4丁目 | 全域       | 名古屋市立宝南小学校 | 名古屋市立南光中学校 | 尾張学区 |
| 元塩町5丁目 | 全域       | 名古屋市立宝南小学校 | 名古屋市立南光中学校 | 尾張学区 |
| 元塩町6丁目 | 全域       | 名古屋市立笠寺小学校 | 名古屋市立本城中学校 | 尾張学区 |

## 交通
- 国道23号（名四国道）[2]

## 施設
- 名古屋市営元塩荘[2]
- 名古屋市営西元塩荘[2]
- 精神薄弱者授産施設みのり共同作業所[2]
- 愛知県営元塩住宅[2]
- 雇用促進事業団雇用促進住宅笠寺宿舎[2]
- JR東海笠寺変電所[2]
- 大江川緑地[2]
- 元塩公園[2]
- ホワイトキャッスル南ヶ丘[2]
- 三旺マンション名南[2]
- 真栄マンション元塩[2]
- 宝南コミュニティセンター

- 宝南コミュニティセンター

## その他

### 日本郵便
- 郵便番号 : 457-0823[WEB 3]（集配局：名古屋南郵便局[WEB 12]）。

### WEB
1. 1 2  “愛知県名古屋市南区の町丁・字一覧”.   人口統計ラボ. 2017年10月7日閲覧。
2. 1 2  “町・丁目(大字)別、年齢(10歳階級)別公簿人口(全市・区別)”.   名古屋市 (2019年4月22日). 2019年4月23日閲覧。
3. 1 2  “郵便番号”.  日本郵便. 2019年3月17日閲覧。
4. ↑  “市外局番の一覧”.   総務省. 2019年1月6日閲覧。
5. ↑  名古屋市役所市民経済局地域振興部住民課町名表示係 (2015年10月21日). “南区の町名一覧”.   名古屋市. 2017年10月7日閲覧。
6. ↑  名古屋市役所総務局企画部統計課統計係 (2005年7月1日). “（刊行物）名古屋の町(大字)・丁目別人口 (平成12年国勢調査) 南区” (XLS). 2017年10月8日閲覧。
7. ↑  名古屋市役所総務局企画部統計課統計係 (2007年6月29日). “平成17年国勢調査　名古屋の町(大字)別・年齢別人口 南区” (XLS). 2017年10月8日閲覧。
8. ↑  名古屋市役所総務局企画部統計課統計係 (2012年6月29日). “平成22年国勢調査　名古屋の町(大字)別・年齢別人口 南区” (XLS). 2017年10月8日閲覧。
9. ↑  名古屋市役所総務局企画部統計課統計係 (2017年7月7日). “平成27年国勢調査　名古屋の町(大字)別・年齢別人口” (XLS). 2017年10月8日閲覧。
10. ↑  “市立小・中学校の通学区域一覧”.   名古屋市 (2018年11月10日). 2019年1月14日閲覧。
11. ↑  “平成29年度以降の愛知県公立高等学校（全日制課程）入学者選抜における通学区域並びに群及びグループ分け案について”.   愛知県教育委員会 (2015年2月16日). 2019年1月14日閲覧。
12. ↑  “郵便番号簿 2018年度版” (PDF).   日本郵便. 2019年4月23日閲覧。

### 文献
1. ↑  名古屋市計画局 1992.
2. 1 2 3 4 5 6 7 8 9 10 11 12 13 14  「角川日本地名大辞典」編纂委員会 1989, p. 1545.

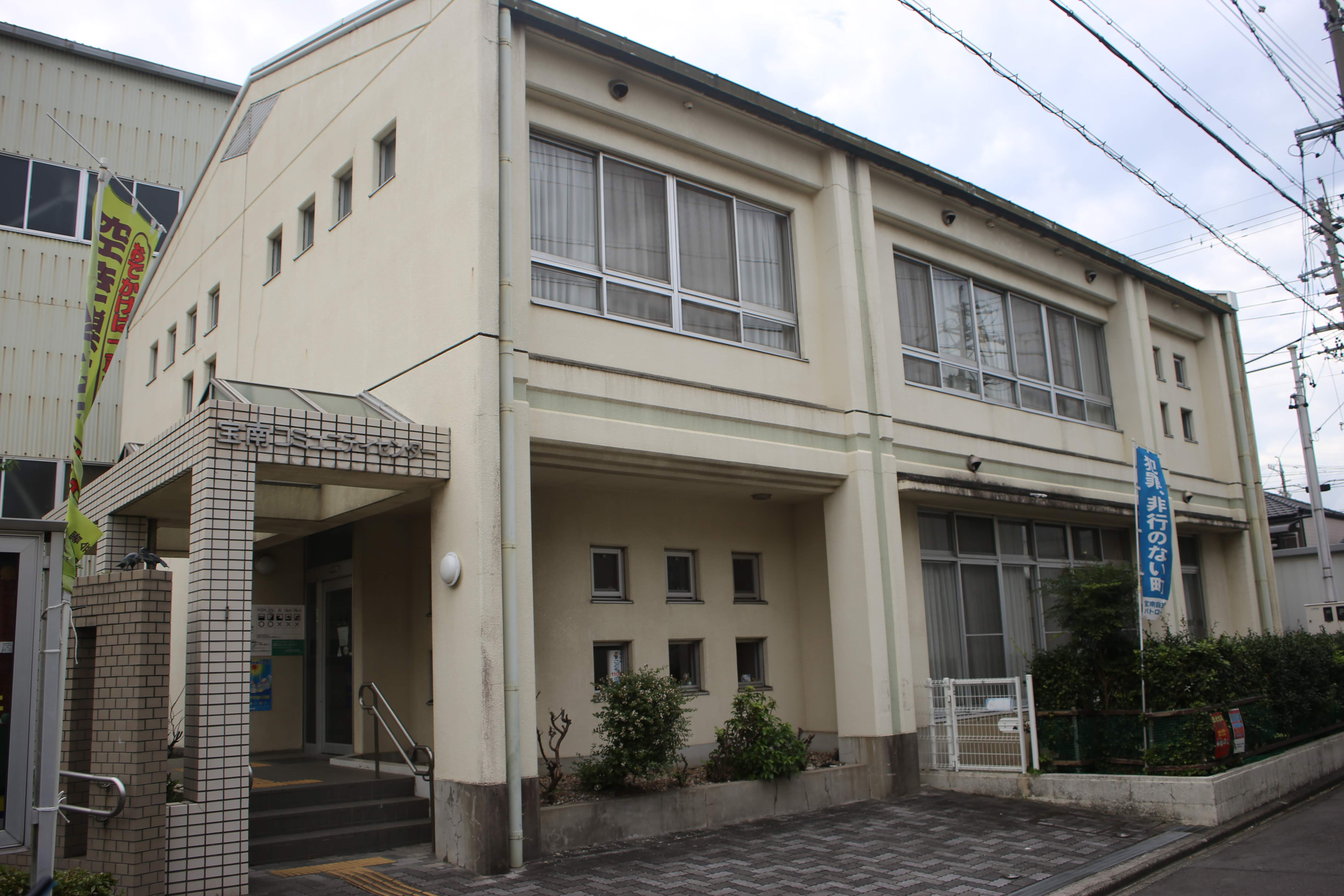
宝南コミュニティセンター

3. ↑  名古屋市計画局 1992, p. 589.
4. 1 2 3  名古屋市計画局 1992, p. 854.